# 曼努埃尔·普拉多·乌加特切
曼努埃尔·普拉多·乌加特切（Manuel Prado Ugarteche，1889年4月21日－1967年8月15日），生於利馬，兩任秘魯總統及銀行家。曾兩次當上秘魯總統（1939年－1945年，1956年－1962年）。

## 生平
普拉多生於一個保守的權貴家庭。他是前總統馬里亞諾·伊格納西奧·普拉多（Mariano Ignacio Prado）的兒子。他的弟弟是里昂西奧‧普拉多（Leoncio Prado），為秘魯的軍事英雄。
曼努埃尔·普拉多·乌加特切年青時曾參與1914年推翻前總統吉列爾莫·畢林赫斯特的行動。

## 總統生涯
1939年，普拉多首次当选为秘鲁总统，在此次任期內，秘鲁国内政局稳定，他宣布左派的阿普拉黨为合法政党:161-162，在對外政策方面，因正逢第二次世界大战，秘魯的外交政策重心转向美國，与日本、德国、意大利等軸心國断交，由于美國政府認為秘魯的日裔對於同盟國是一個極大的威脅，在美國的壓力下，秘魯政府將1,700余名日裔秘魯人送往美國強制收容，与此同时，秘鲁却与邻国厄瓜多再度发生了龃龉:161。
當普拉多于1956年再度担任總統時，秘鲁政府开始执行自由经济政策，试图透过吸引外资以实现国家现代化:171-172。期间，他于1961年5月22日來台訪問。

## 荣誉

### 外国勋章奖章
- 一等采玉勋章（中华民国，1940年6月6日公布）
- 圣雅各之剑大十字勋章（葡萄牙语：Ordem Militar de Sant'Iago da Espada）（葡萄牙，1960年4月11日公布[4]）